# آدریان دانتلی
آدریان دانتلی (انگلیسی: Adrian Dantley؛ زاده ۲۸ فوریهٔ ۱۹۵۵) یک بازیکن بسکتبال اهل ایالات متحده آمریکا است.